# Suri (ciutat)
Suri (o Siuri), (bengalí সিউড়ি) és una ciutat de l'Índia, a l'estat de Bengala Occidental, capital del districte de Birbhum, situada a 23° 55′ 00″ N, 87° 32′ 00″ E / 23.9167°N,87.5333°E. Té una població de 54.274 habitants (2001).